# Bejt Simcha
Bejt Simcha (hebrejsky בית שמחה) je pražská liberální židovská organizace pořádající akce a bohoslužby pro osoby židovského původu, či vyznání. Zároveň se jedná o komunitní centrum a nakladatelství.
Organizace vznikala v 80. letech 20. století pod vedením Sylvie Wittmanové.